# Strażnica WOP Wołczkowo
Strażnica WOP Wołczkowo/Szczecin – podstawowy pododdział graniczny Wojsk Ochrony Pogranicza.

## Formowanie i zmiany organizacyjne
Strażnica została sformowana w 1955. Weszła w skład 123 batalionu WOP jako 61b strażnica WOP. W 1956 rozpoczęto numerowanie strażnic na poziomie brygady. Strażnica Włoczkowo II kategorii była 13. w 12 Brygadzie Wojsk Ochrony Pogranicza. W 1958 otrzymała numer 17. Jej stan etatowy w latach 1956-1957 wynosił 39 żołnierzy, a w latach 1958-59 - 41 żołnierzy. W 1960 wzrósł do 48 wojskowych. Strażnica stacjonowała razem ze sztabem batalionu WOP Szczecin w koszarach przy ul.Żołnierskiej w Szczecinie. 
Od 1959 wprowadzono na niej służbę niemundurową.

## Służba graniczna
w 1960 II rzutowa strażnica WOP Szczecin miała za zadanie organizację ochrony podejść do granicy w głębi strefy nadgranicznej.

## Dowódcy strażnicy
- por. Mieczysław Porada (1956-1.10.1957)[3]
- por. Władysław Poniwozik - (1.06.1958-1959)[3]
- por. Mieczysław Porada (1959-1962)[4]